# Kerolith

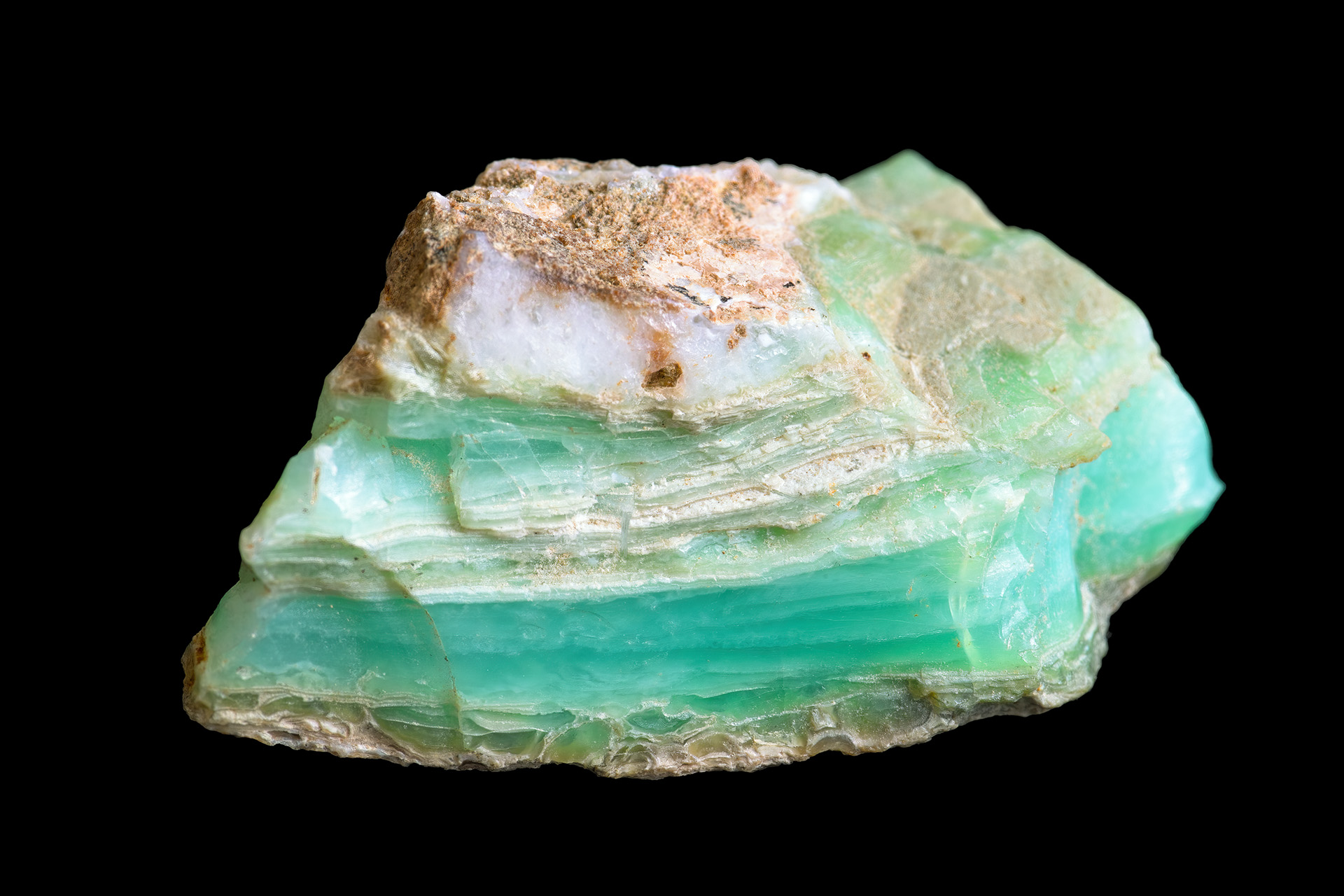
Chrysopras, durch Beimengung von Kerolith intensiv grün gefärbt

Kerolith (auch Kerolit, Cerolit, Hydrosilicit oder Schalentalk) wird heute mehrheitlich als nickelhaltige Varietät des Talks mit der chemischen Zusammensetzung (Mg,Ni)3Si4O10(OH)2·H2O angesehen. Er gilt seit 1979 aufgrund des Zweifels an seiner spezifischen Selbstständigkeit nicht mehr als eigenständiges Mineral. In der Literatur wird er auch als Mineralmischung aus Serpentin und Saponit (auch Seifenstein) aus der Mineralklasse der Silikate beschrieben. Kerolithe treten bevorzugt in dichten, sich fettig anfühlenden, derben, amorphen Massen auf mit einem entsprechend ausgeprägten Fettglanz auf den Oberflächen.
Mit einer Mohshärte von 2 bis 2,5 gehört Kerolith zu den weichen Mineralen, die sich gerade noch mit dem Fingernagel ritzen lassen.

## Etymologie und Geschichte
Der Kerolith wurde 1823 von Breithaupt zum ersten Mal aus einer Probe aus der Gegend von Frankenstein in Schlesien beschrieben. Aufgrund seiner charakteristischen seifigen, zuweilen etwas schmierigen bis wachsartigen Haptik bezeichnete Breithaupt ihn als Wachsstein (griech. κηρός ‚Wachs‘, λίθος ‚Stein‘).
Etwa zeitgleich beschrieb Otto Kuh das Mineral als Hydrosilicit. Dieser Name wird daher in der Literatur häufig als Synonym angegeben. Da Kerolith hauptsächlich als Verwachsung, Beimengung oder Einlagerung in andere Minerale auftritt, ist seine spezifische Selbstständigkeit heute umstritten.

## Eigenschaften

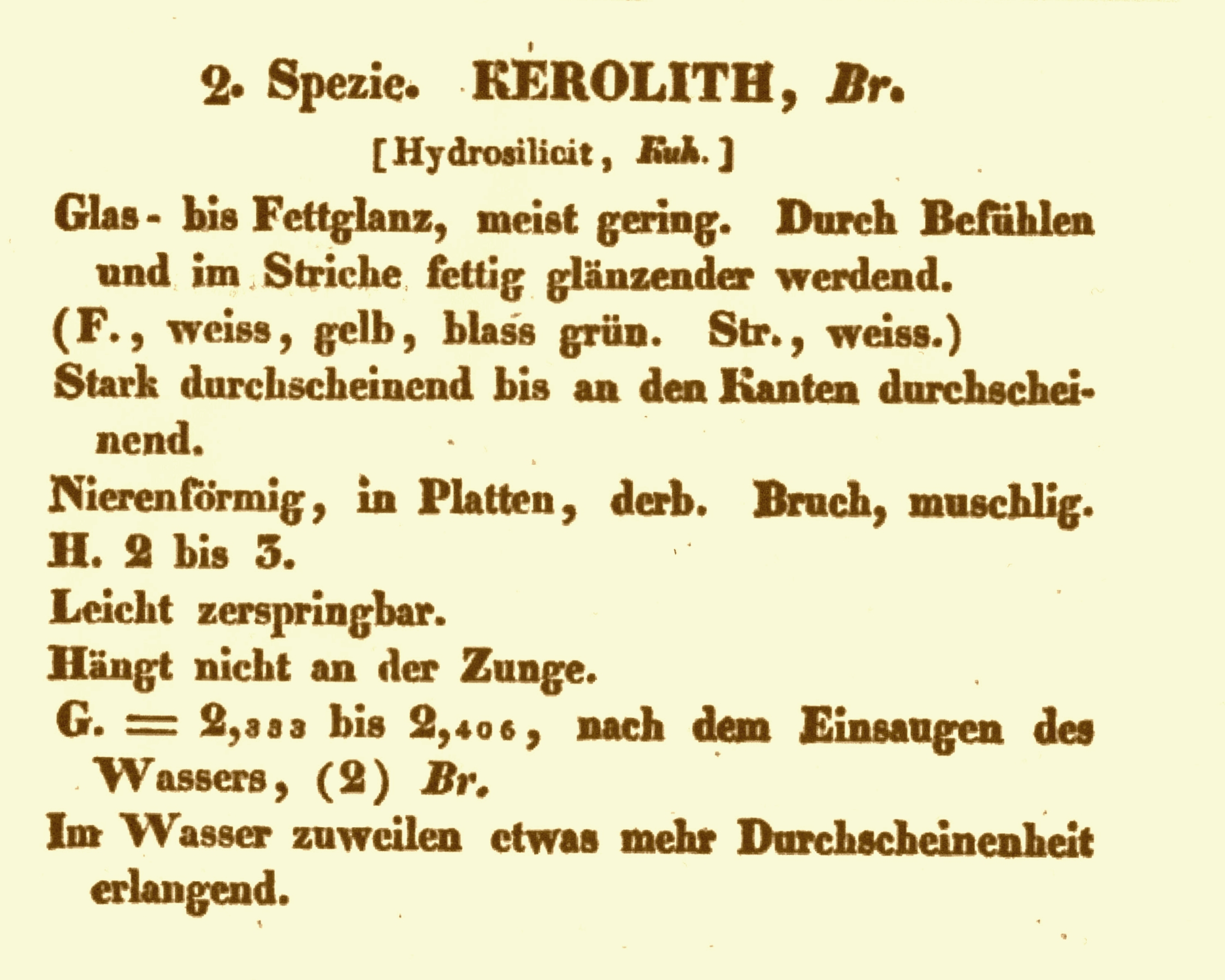
Breithaupts Beschreibung des Keroliths (1832)

Kerolith-Aggregate unterliegen einer natürlichen Alterung, verbunden mit einer Entfärbung des ursprünglich grünen Minerals. Sie geht auf eine Wasserabgabe in warmer Umgebung und unter dem Einfluss des Sonnenlichts zurück. Gealterte, dehydratisierte Kerolithe sind weißgrau bis wachsgelb und undurchsichtig. Der Alterungsprozess – und damit die Entfärbung – kann in (berg)feuchter Umgebung aufgehalten und in einem gewissen Umfang wieder rückgängig gemacht werden.
Hinsichtlich der Prüfung der hygroskopischen Eigenschaften beschrieb 1823 August Breithaupt den Kerolith als eine Substanz, die nicht an der Zunge hängt, um die besondere Stellung des Minerals in der von ihm untersuchten Gruppe der opalartigen Talkminerale zu unterstreichen.
Als herausstechendes Diagnosemerkmal definierte er jedoch die fettige, schmierige bis wachsartige Haptik.
Bei der Lötrohr-Vorprobe zeigte das Kerolith-Soda-Gemisch beim Ausblasen in der Oxidationsflamme eine hellrote Färbung, die Breithaupt auf Spuren von Lithium in der Probe zurückführte.
Kerolith zersetzt sich in Säuren und ist mit dem Lötkolben schmelzbar. Die charakteristische intensiv grüne Farbe ist nur in Dunkelheit und im feuchten Milieu beständig.

## Bildung und Fundorte
Kerolith bildet sich bei der Zersetzung bzw. chemischen Verwitterung magnesium- und nickelhaltiger ultrabasischer Gesteine. In der am besten untersuchten Lagerstätte Gläsendorf tritt Kerolith zusammen mit Pimelit (Ni-Saponit) und Stevensit (Mn-Saponit) in einem Netzwerk dünner Klüfte im Übergangsbereich zwischen hochgradig alterierten und weniger zersetzten ultrabasischen Gesteinen auf.
Kerolith wurde von Breithaupt an verschiedenen Fundorten in Sachsen beschrieben: im Serpentinit von Zöblitz als plattige Aggregate, in Hartmannsdorf, im Mandelstein von Oberhohndorf sowie aus verschiedenen Basalten von Böhmen und Sachsen (Stolpen und Hauenstein).
Wichtige Fundstätten von Kerolith liegen des Weiteren in Polen im Landkreis Frankenstein (Frankenstein, Gläsendorf, erschöpft), in England (Cornwall, St. Keverne), im Ural (Elov-Mine bei Jekaterinburg, in der Nähe von Magnitogorsk, Svetly und Orsk bei Orenburg), in den USA, unter anderem auf Hawai (Kauai), Maine (Thomaston, Union und Warren), Nevada (Nye County), North Carolina (Macon County, Madison County) und Massachusetts (Essex County). Darüber hinaus finden sich noch Vorkommen in Neukaledonien (Yaté), Italien (Asbestmine Balangero bei Balangero), Schweden (Dalarna) und in Ost-Kamerun.

## Verwendung als Schmuckstein
Die intensive apfelgrüne Färbung von Chrysopras, einer Chalcedon-Varietät, ist auf eine fein verteilte Beimengung von Kerolith zurückzuführen. Die hohe Empfindlichkeit des Keroliths gegenüber Wärme und Austrocknung schränkt seine Verarbeitung als Schmuckstein jedoch ein.
Durch die Anwesenheit von Kerolith intensiv grün gefärbte Chrysoprase waren besonders in der Vergangenheit gesuchte Schmucksteine. Berühmt wurden die aus diesem Material gefertigten, zahlreichen Wandverkleidungen und Tischplatten aus Ząbkowice Śląskie (Frankenstein, Schlesien), die Friedrich der Große für Schloss Sanssouci anfertigen ließ. Ebenso schmücken zahlreiche Chrysoprasplatten die Wände der St.-Wenzels-Kapelle im Prager Veitsdom.
In einigen europäischen Kroninsignien, unter anderem der Krone der norwegischen Königin, sind kerolithhaltige Chrysoprase verarbeitet.